# Schaager Mühle

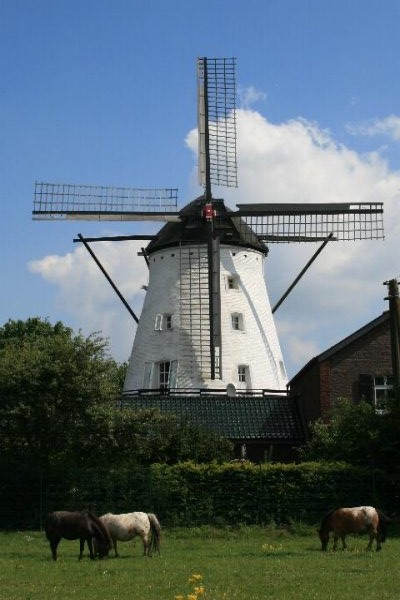
Schaager Windmühle

Die Schaager Mühle ist eine denkmalgeschützte Windmühle im Nettetaler Ortsteil Schaag. Sie wurde 1801 von der Schaager Kaufmannsfamilie Moubis erbaut.
Sie war eine der ersten Mühlen ohne Mühlenbann, der nach der Franzosenzeit durch die neue Gewerbefreiheit entfiel.
Mit einem großen Mühlenfest konnte die völlige Restaurierung der Schaager Mühle 1987 gefeiert werden. Unter der Federführung des Sassenfelder Mühlenbaumeisters Vosdellen bekam die Mühle eine neue Haube, Flügel (sie mussten im Jahr 1919 abgenommen werden), Krühwerk und Galerie.
Die Mühle mit der heutigen Anschrift Bruckrath 57, 59 ist unter der Denkmalnummer 34 in der Liste der Baudenkmäler der Stadt Nettetal eingetragen und wird heute als Wohngebäude genutzt.